# Волфганг Гребнер
Волфганг Гребнер (Госенсас-Коле Исарко, 2. фебруар 1899 — Инзбрук, 20. август 1980) био је аустријски математичар. Најпознатији је по Гребнеровој бази, која се користи у израчунавањима у алгебарској геометрији.
Рођен је у Госенсасу (садашњи Госенсас-Коле Исарко), у Доломитима, тада у Аустрији, сада у Италији.
Гребнер је првобитно студирао инжењерство на Универзитет технологије у Грацу, али се пребацио на математику 1929. године.
Написао је дисертацију Ein Beitrag zum Problem der Minimalbasen 1932. године на Универзитету у Бечу; његов докторски ментор био је Филип Фуртвенглер. После докторирања, наставио је студије у Гетингену код Еми Нетер, на пољу које је данас познато као комутативна алгебра.
Његов ученик, Бруно Бухбергер, увео је Гребнерове базе у својој докторској тези из 1965. године. Бухбергер их је назвао по свом саветнику.